# 1717年豪雪
1717年豪雪（1717ねんごうせつ）とは、グレゴリオ暦で1717年2月27日から同年3月7日にかけて、バージニア植民地と、ニューイングランドの植民地が1.5メートル以上の雪で覆われ、さらに高く吹き流された出来事。降雪は他の各地でもあったかもしれないが、当時はニューイングランド以外では人口が希薄だった。この大雪は1888年の大ブリザードともに、ニューイングランドでの記録的な大雪の一つである。

## 1716年から1717年にかけての冬
たとえこの大雪がなかったとしても、この冬は歴史上最悪の冬だったであろう。気温は通常よりさして低いわけではなかったが、1716年12月にはすでに1.5メートルの雪が積もっていた。翌年1月末までには、数カ所で雪が7.6メートルの高さまで吹き上げられ、当時のニューイングランドの住民を圧倒した。

## 大雪
大雪は、出典によって異なるが、2月27日か3月1日に始まった。2月27日には典型的なノーイースターがニューイングランドを通過し、いくつかの地域で降雪をもたらされ、他の地域では霙、凍雨、あるいは雨がもたらされた。最初の主要な暴風雪は初めに3月1日にあり、次に3月4日にもあったが、最悪のものは3月7日にあった。何カ所かでは、雪が街を照らし、雪は止んだが、曇り空が続き、晴れる気配はなかった。
かなり年配のネイティブアメリカンの中には、彼らの先祖でさえこのような規模の暴風雪を経験したことがないと語る者もいた。ボストンには1メートルの降雪があり、市の北部の一部の場所では1.5メートルに達した。。マサチューセッツ州のハンプトン (マサチューセッツ州)では、雪が2.4メートル以上と極めて深かったために、家から出るには2階の風下側から出なければならなかった。多くの平屋は煙突も含めて完全に雪に埋まった。より大きな住宅では吹き流された雪が3階の風上側の窓にまで到達した。広範囲で積雪は3メートルから4.6メートルに達し、6.1メートルの高さまで吹き流された場所もあった。
郵便道路は早くとも3月15日まで通行不能で、郵便配達人は嵐の1週間以上後でさえ、吹き流された雪が、ボストンからポーツマスにかけての一帯で1.8メートルから4.3メートル残っていたと証言している。ニューヨークからボストンへの旅行もしばらく不可能であった。
この嵐があった範囲は、当時の希薄な人口と記録の少なさゆえに不明である。ほとんどの情報は個人的な日記にしか残されていない。ただ、フィラデルフィア、ニューヨーク、ニューロンドン、ボストン、ポーツマスの一帯で1メートルから2メートル程度の積雪があったことは知られている。

## 被害
多くの家畜が、途方もない深さの吹き流された雪の中、飢えや寒さにより死んだ。この地域のシカの90パーセントから95パーセントが、飢えたり捕食されたりして死んだ。多くの木が頂上まで雪に埋まったために、多くの果樹園も被害を受け、動物たちは通常食べられない木の上の方にある葉も食べただろう。